# Cratere Wilson

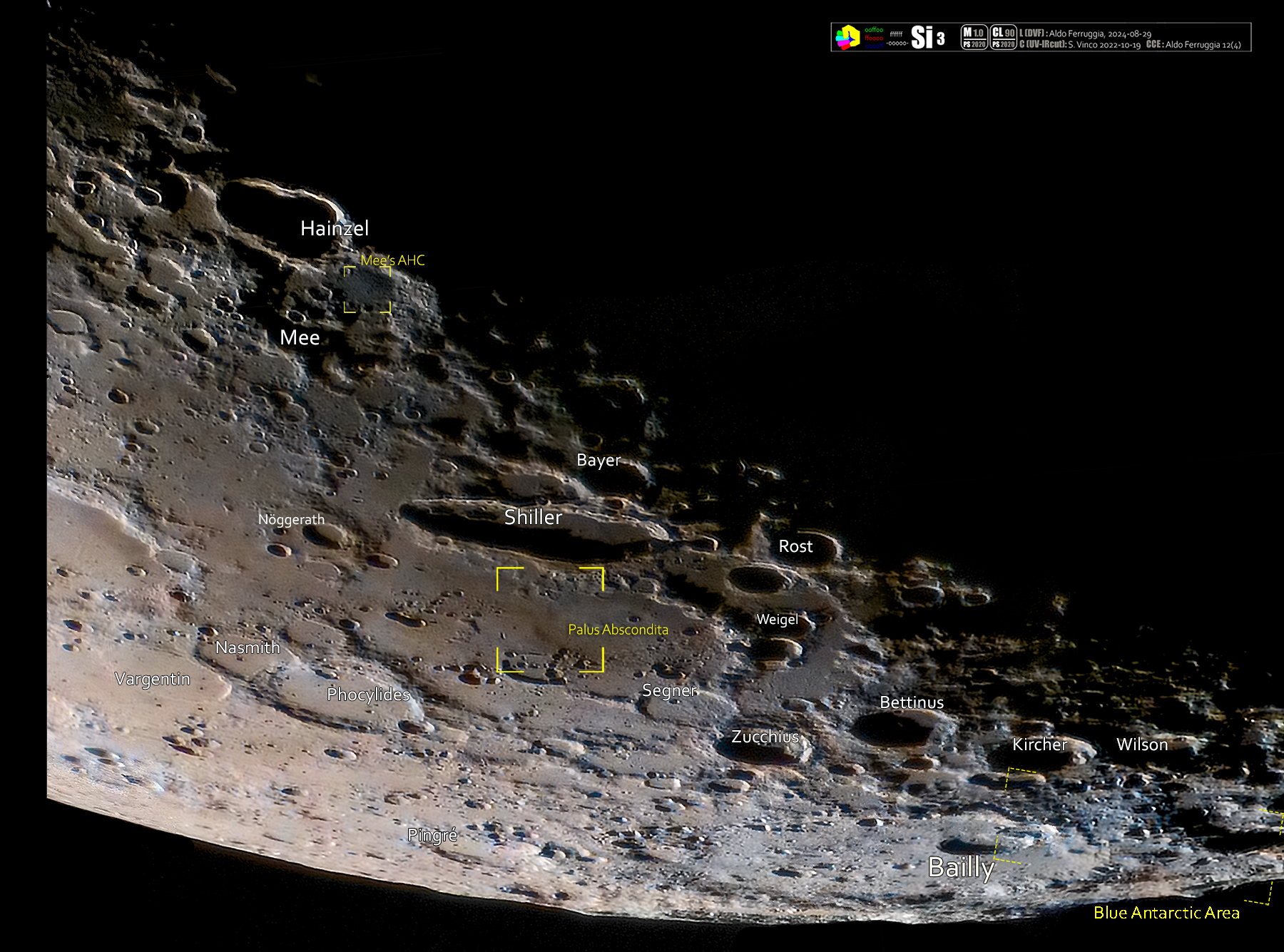
Area del cratere (in basso a destra) in immagine selenocromatica (Si) comn alcuni reperi. Vedi anche:

Wilson è un cratere lunare di 66,57 km situato nella parte sud-occidentale della faccia visibile della Luna.